# تشاد تايلور
تشاد تايلور (بالإنجليزية: Chad Taylor)‏ هو منتج أسطوانات وعازف قيثارة ومنتج أفلام وموسيقي وملحن أمريكي، ولد في 24 نوفمبر 1970 في لانكستر في الولايات المتحدة.

## وصلات خارجية
- تشاد تايلور على موقع IMDb (الإنجليزية)
- تشاد تايلور على موقع ميوزك برينز (الإنجليزية)
- تشاد تايلور على موقع أول ميوزيك (الإنجليزية)
- تشاد تايلور على موقع ديسكوغز (الإنجليزية)
- تشاد تايلور على موقع قاعدة بيانات الفيلم (الإنجليزية)